# 大森将平
大森 将平（おおもり・しょうへい、1993年2月2日 - ）は、日本の元プロボクサー。第69代日本バンタム級王者。京都府京都市出身。ウォズボクシングジム所属。

## 来歴
1993年2月2日、京都府京都市出身。京都市立太秦小学校・京都市立太秦中学校卒業。
父が元プロボクサーだったため、中学校2年でボクシングを始め、高校ボクシングの名門たる南京都高等学校（現・京都廣学館高等学校）へ進学。高校3年時の2010年、第65回国民体育大会ボクシング競技に出場、バンタム級で決勝まで勝ち上がったが、中澤奨（大阪府・興國高等学校）に敗れて準優勝となっている。
2011年4月10日、松下IMPホールで長谷川修平と50.4kg契約4回戦を行い、2回1分43秒KO勝ちを収めデビュー戦を白星で飾った。
2012年10月28日、刈谷市産業振興センターのあいおいホールで深蔵和希と全日本新人王バンタム級西軍代表決定戦を行い、初回2分41秒KO勝ちを収め西軍代表の座を射止め、西軍代表決定戦の技能賞に選出された。
2012年12月16日、後楽園ホールで立川雄亮と全日本バンタム級新人王決定戦を行い、5回3-0（49-45、50-45×2）の判定勝ちを収め全日本新人王の座を射止めた。
2014年5月22日、島津アリーナ京都でWBC世界バンタム級9位のクリスチャン・エスキベルと対戦し、4回1分35秒KO勝ちを収めた。
2014年10月19日、KBSホールで見高文太と54.6kg8回戦を行い、3回47秒TKO勝ちを収めた。
2015年4月14日、後楽園ホールで日本バンタム級王者益田健太郎と対戦し、3回1分35秒TKO勝ちを収め王座獲得に成功した。
2015年9月16日、島津アリーナ京都で日本バンタム級3位の向井寛史と対戦し、6回1分37秒TKO勝ちを収めの初防衛に成功した。
2015年12月16日、島津アリーナ京都でマーロン・タパレスとWBO世界バンタム級挑戦者決定戦を行い、プロ初黒星となる2回1分35秒TKO負けを喫しプンルアン・ソー・シンユーへの挑戦権獲得に失敗した。
2016年8月24日、島津アリーナ京都で行われた「LIVE BOXING2016」でWBC世界バンタム級5位のエドガル・ヒメネスと対戦し、3回2分6秒KO勝ちを収めた。
2016年11月16日、島津アリーナ京都で同年12月31日にIBF世界バンタム級王者のリー・ハスキンスと対戦すると発表した。
2016年12月8日、同月31日に予定されていたIBF世界バンタム級タイトルマッチがハスキンスの怪我で中止となった。
2016年12月31日、IBF世界バンタム級タイトルマッチの代替試合としてロッキー・フエンテスと55.0kg契約8回戦を行い、3回2分30秒KO勝ちを収めた。
2017年4月23日、大阪府立体育会館でWBO世界バンタム級王者のマーロン・タパレスと対戦し王座獲得を目指していたが、前日計量でタパレスが規定体重の53.52kgを800g超過し、2時間の猶予を与えられサウナに直行したものの、制限時間の15分前に臨んだ再計量でも規定体重を900g超過していたことによりタパレス陣営がギブアップして王座を剥奪された。試合はタパレスが勝てば王座は空位となり、大森が勝てば大森が新王者となる条件で行われたが、タパレスに11回16秒TKO負けを喫したため王座は空位となった。
2018年3月26日、同年3月27日に予定されていたコーチ義人との試合がコーチ義人の体重超過で中止となる。
2018年7月29日、大阪府立体育会館第2競技場でグレッチェン・ロベターニャと対戦し、2回2分45秒TKO勝ちを収め、再起に成功した。
2018年12月9日、大阪府立体育会館第2競技場で元東洋太平洋スーパーバンタム級王者の山本隆寛と対戦し、3回2分48秒TKO勝ちを収めた。
2019年8月8日、後楽園ホールでOPBF東洋太平洋スーパーバンタム級王者でIBF世界同級8位の勅使河原弘晶とOPBF東洋太平洋同級タイトルマッチを行い、12回2分36秒TKO負けを喫し、王座獲得とはならなかった。
2020年1月12日、後楽園ホールでダニー・タンピピと対戦し、5回1分8秒TKO勝ちを収め、再起に成功した。
2020年12月19日、大阪府立体育会館第2競技場で西田凌佑と対戦し、8回0-3（73-79、74-78×2）の判定負けを喫した。
2021年9月5日、日本ボクシングコミッションに引退届を提出。同月22日に京都市体育館で開催された興行で引退式を行った。

## 人物
- 大森の母校である南京都高等学校からは、山中慎介と久保隼の世界王者、オリンピック金メダリストの村田諒太を輩出している。村田からは「東洋大学へ進学してボクシングをやらんか」と勧誘されたこともある[2]。
- イラストを描くのが上手く、特集を組まれた際に腕前を披露している。[33]

## 戦績
- アマチュア：19戦11勝（4KO・RSC）8敗
- プロ：25戦21勝（16KO）4敗

| 戦           | 日付           | 勝敗 | 時間     | 内容    | 対戦相手                         | 国籍         | 備考                                           |
| ------------ | -------------- | ---- | -------- | ------- | -------------------------------- | ------------ | ---------------------------------------------- |
| 1            | 2011年4月10日  | ☆    | 2R 1:43  | KO      | 長谷川修平（SFマキ）             | 日本         | プロデビュー戦                                 |
| 2            | 2011年8月20日  | ☆    | 4R       | 判定3-0 | 最暴愚畷谷（六島）               | 日本         |                                                |
| 3            | 2011年10月21日 | ☆    | 4R       | 判定3-0 | 川端遼太郎（真正）               | 日本         |                                                |
| 4            | 2012年6月30日  | ☆    | 3R 2:58  | TKO     | 中島孝彦（ハラダ）               | 日本         | 2012年度西日本バンタム級新人王決勝             |
| 5            | 2012年9月9日   | ☆    | 4R       | 判定3-0 | 中村和幹（三松スポーツ）         | 日本         | 2012年度西日本・西部バンタム級対抗戦           |
| 6            | 2012年10月28日 | ☆    | 1R 2:41  | KO      | 深蔵和希（HEIWA）                | 日本         | 2012年度バンタム級西軍代表決定戦               |
| 7            | 2012年12月16日 | ☆    | 5R       | 判定3-0 | 立川雄亮（ピューマ渡久地）       | 日本         | 2012年度全日本バンタム級新人王決定戦           |
| 8            | 2013年3月16日  | ☆    | 2R 1:54  | TKO     | 吉原稜人（グリーンツダ）         | 日本         |                                                |
| 9            | 2013年7月26日  | ☆    | 1R 1:32  | KO      | 大村起論（ハラダ）               | 日本         |                                                |
| 10           | 2013年11月29日 | ☆    | 1R 2:11  | KO      | アルバート・アルコイ             | フィリピン   |                                                |
| 11           | 2014年3月30日  | ☆    | 8R       | 判定3-0 | 金裕範（森岡）                   | 日本         |                                                |
| 12           | 2014年5月22日  | ☆    | 4R 1:35  | KO      | クリスチャン・エスキベル         | メキシコ     |                                                |
| 13           | 2014年10月19日 | ☆    | 3R 0:47  | TKO     | 見高文太（大阪帝拳）             | 日本         |                                                |
| 14           | 2015年4月13日  | ☆    | 3R 1:35  | TKO     | 益田健太郎（新日本木村）         | 日本         | 日本バンタム級タイトルマッチ                   |
| 15           | 2015年9月16日  | ☆    | 6R 1:37  | TKO     | 向井寛史（六島）                 | 日本         | 日本王座防衛1                                  |
| 16           | 2015年12月16日 | ★    | 2R 1:35  | TKO     | マーロン・タパレス               | フィリピン   | WBO世界バンタム級王座挑戦者決定戦              |
| 17           | 2016年4月16日  | ☆    | 4R 2:31  | KO      | エスピノス・サブ                 | インドネシア |                                                |
| 18           | 2016年8月24日  | ☆    | 3R 2:26  | KO      | エドガー・ヒメネス               | メキシコ     |                                                |
| 19           | 2016年12月31日 | ☆    | 3R 2:30  | KO      | ロッキー・フエンテス             | フィリピン   |                                                |
| 20           | 2017年4月23日  | ★    | 11R 0:16 | TKO     | マーロン・タパレス               | フィリピン   | WBO世界バンタム級タイトルマッチ                |
| 21           | 2018年7月29日  | ☆    | 2R 2:45  | TKO     | ブライアン・ロベターニャ         | フィリピン   |                                                |
| 22           | 2018年12月9日  | ☆    | 3R 2:28  | TKO     | 山本隆寛（井岡）                 | 日本         |                                                |
| 23           | 2019年8月8日   | ★    | 12R 2:36 | TKO     | 勅使河原弘晶（輪島功一スポーツ） | 日本         | OPBF東洋太平洋スーパーバンタム級タイトルマッチ |
| 24           | 2020年1月12日  | ☆    | 5R 1:18  | TKO     | ダニー・タムピピ                 | フィリピン   |                                                |
| 25           | 2020年12月19日 | ★    | 8R       | 判定0-3 | 西田凌佑（六島）                 | 日本         |                                                |
| テンプレート |                |      |          |         |                                  |              |                                                |

## 獲得タイトル
- 2012年全日本バンタム級新人王
- 第69代日本バンタム級王座（防衛1=返上）